# رها چون باد
رها چون باد (به فرانسوی: Libres comme le vent) یا خارهای غلتان (به انگلیسی: Tumbleweeds) فیلمی در ژانر کمدی-درام به کارگردانی گوین اکونر است که در سال ۱۹۹۹ منتشر شد.
جانت مک‌تیر موفق شد به‌خاطر بازی در این فیلم برای دریافتِ جایزه اسکار بهترین بازیگر نقش اول زن نامزد شود.

## بازیگران
- جانت مک‌تیر
- کیمبرلی جی براون
- جی او. ساندرس
- گوین اکونر
- جنیفر پیج
- جوئل پلیس
- لاورل هالومن
- لوئیس اسمیت
- مایکل جی. پولارد